# Locustelle luscinioïde
Locustella luscinioides
Espèce
Statut de conservation UICN

 LC  : Préoccupation mineure
La Locustelle luscinioïde (Locustella luscinioides) est une espèce de passereaux de la famille des Locustellidae.

## Description
Cet oiseau présente un plumage brun chaud pour les parties supérieures et gris beige pour les inférieures. Il mesure 14 à 15 cm de longueur pour une envergure de 15 à 20 cm et une masse de 12 à 15 g.

## Répartition

Son aire fragmentée s'étend de l'ouest de l'Europe à l'Altaï ; il hiverne au Sahel, au Soudan du Sud et en Éthiopie.

## Habitat
Cet oiseau vit dans les grandes roselières.

## Régime alimentaire
Il se nourrit d'insectes et d'araignées pris dans la végétation épaisse.

## Reproduction

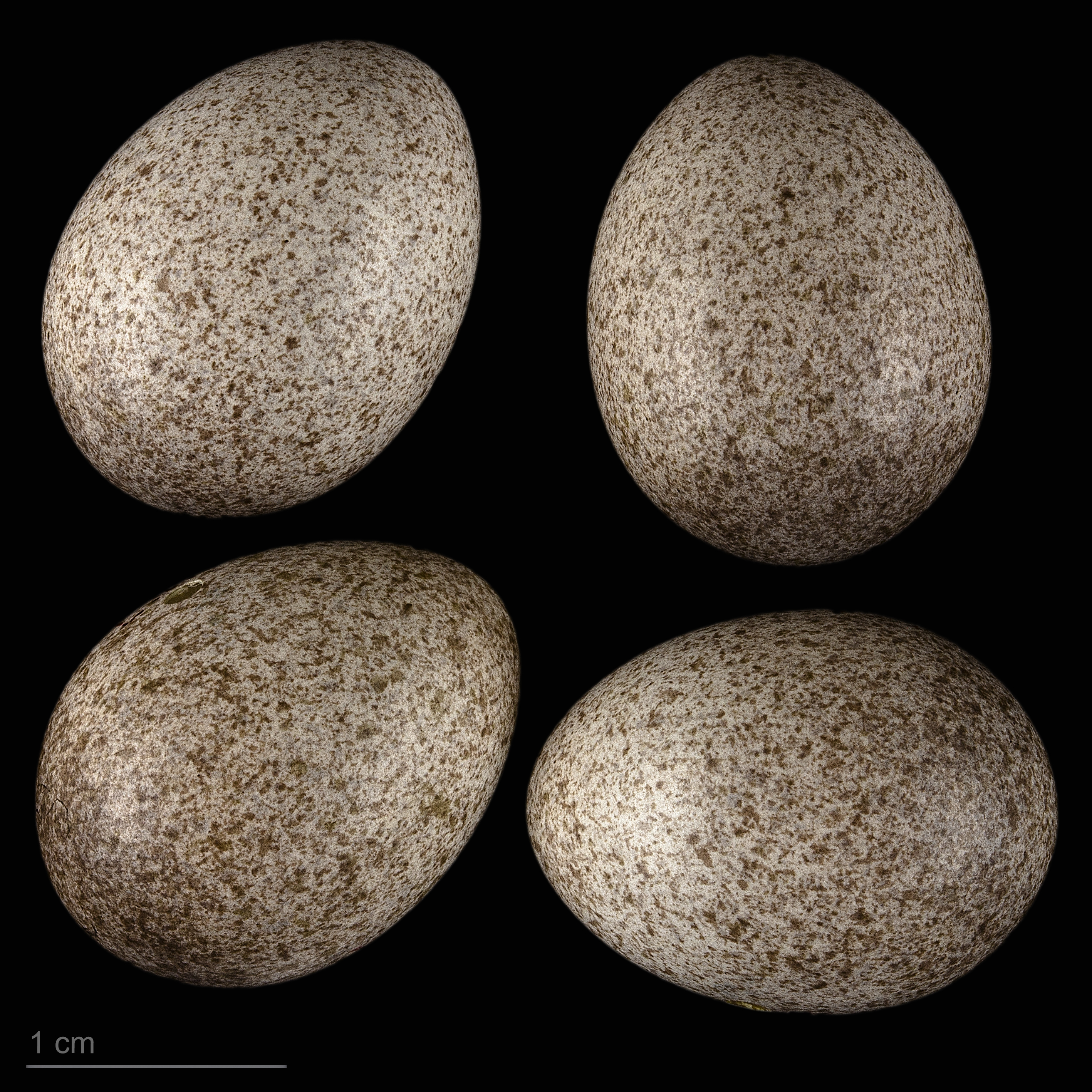
Oeufs de Locustella luscinioides - Muséum de Toulouse

Nid d'herbe volumineux, peu soigné, dans les roseaux. 4 œufs. Deux pontes d'avril à juin.

## Menace
L'Union internationale pour la conservation de la nature classe la locustelle lucinoïde comme préoccupation mineure. En Wallonie, l’espèce est classée en catégorie CR (en danger critique) dans la liste rouge des espèces menacées.